# Opéra flamand
L'Opéra flamand (en néerlandais : Vlaamse Opera) est l'association sans but lucratif (vereniging zonder winstoogmerk ou vzw en néerlandais) chargée de la production d'opéra et de concerts à Gand et Anvers, en Belgique. Elle est issue de la fusion en 1981 de l'Opéra royal flamand d'Anvers et de l'opéra de Gand.

## Histoire de la structure

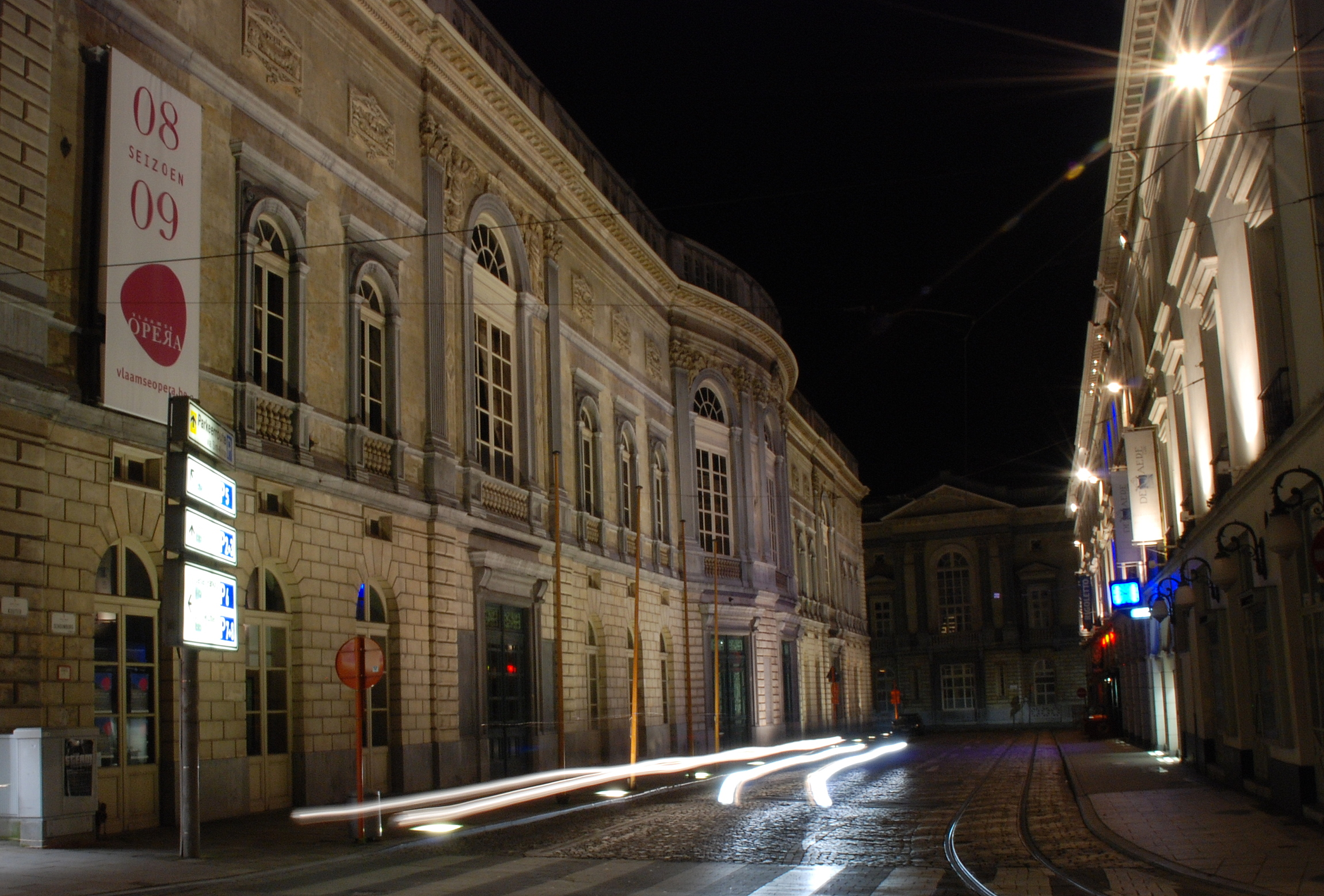
L'opéra de Gand.

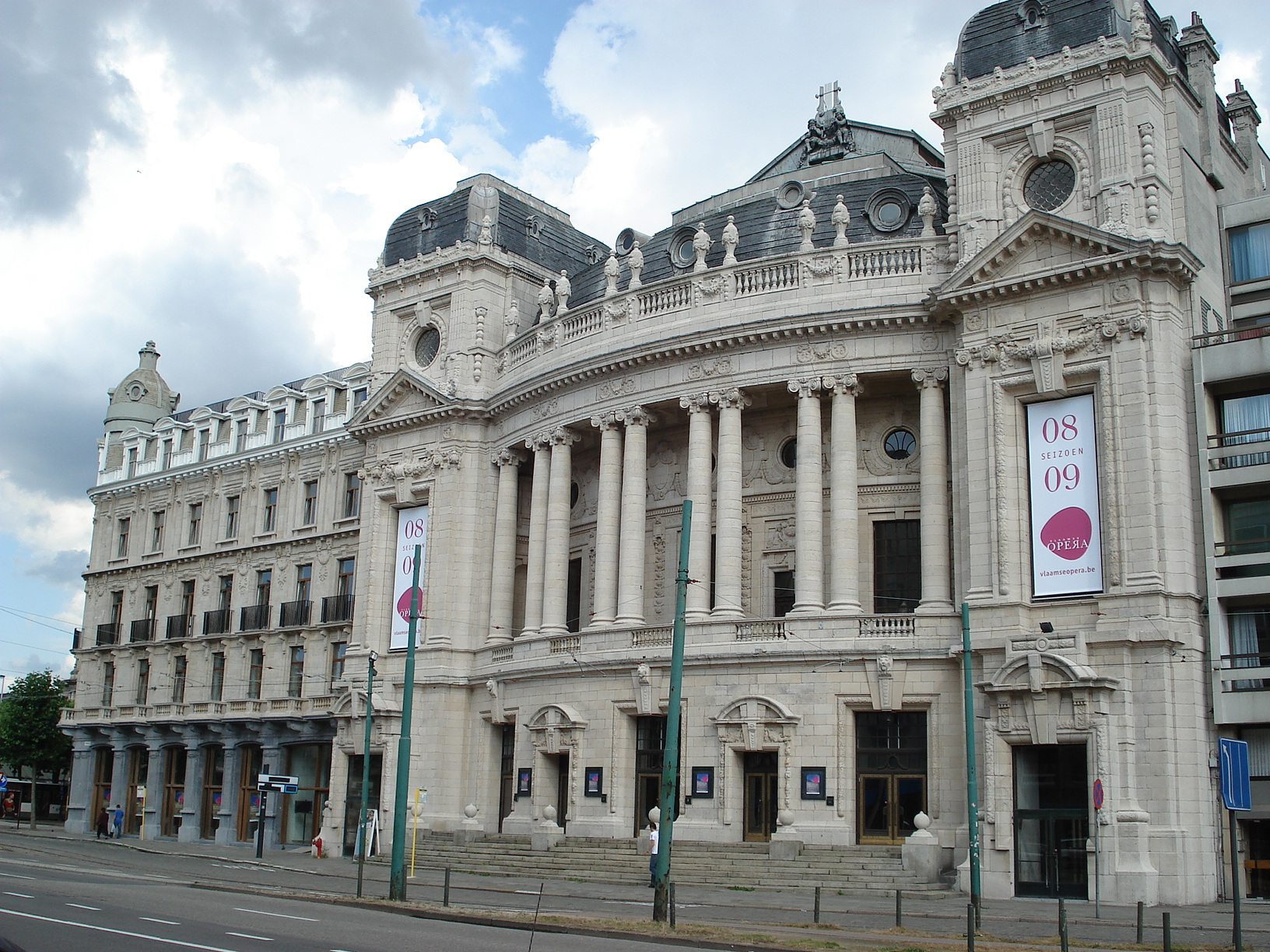
L'opéra d'Anvers.

En raison des difficultés financières auxquelles font face les opéras de Gand et Anvers, la société intercommunale Opéra pour la Flandre (Opera voor Vlaanderen, OVV) est créée en 1981. Elle implique les villes de Gand et Anvers, et la communauté flamande. Les deux opéras communaux sont ainsi fusionnés. En 1986, l'OVV est à court de moyens financiers et ne peut plus payer les salaires. La communauté flamande refuse d'intervenir, et l'opéra est occupé par le personnel. Une commission d'enquête du conseil flamand produit un rapport sévère pour l'administration de l'OVV. L'exécutif flamand met en œuvre un plan de restructuration impliquant la dissolution de l'OVV, qui intervient le 4 juillet 1988.
L'exécutif flamand estime qu'un opéra de qualité doit continuer d'exister en Flandre. Le 20 juillet 1988, l'association sans but lucratif (asbl) Vlaamse Operastichting (VLOS, Fondation de l'opéra flamand en français) est créée. La VLOS reprend la majeure partie du personnel de l'OVV. Plusieurs procès ont suivi, dont il ressort entre autres qu'une asbl n'est pas la structure appropriée pour succéder à une intercommunale.
Le décret du 5 avril 1995 fonde l'Opéra flamand en tant qu'organisme public flamand doté d'une personnalité morale, à la date du 1er septembre 1996. Son intendant est Marc Clémeur, nommé pour un second mandat de six ans jusqu'en 2008. Le 1er juin 2008, la structure change à nouveau de forme. Elle devient une asbl. Le nouveau conseil d'administration nomme Aviel Cahn intendant.

## Direction
Dirigeants de l'opéra flamand :
1981 : Alfons Van Impe
1987 : Gerard Mortier
1989 : Marc Clémeur
2009 : Aviel Cahn
2019 : Jan Vandenhouwe
L'orchestre symphonique de l'opéra flamand a été dirigé par :
1989 : Rudolf Werthen
1993 : Stefan Soltezs
1997 : Marc Minkowski
2000 : Massimo Zannetti
2002 : Ivan Törzs
2009 : Yannis Pouspourikas
2011 : Dmitri Jurowski
2019 : Alejo Pérez
Le chœur de l'opéra flamand est dirigé par :
1989 : Peter Burian
1991 : Simon Halsey
1994 : Andrew Wise
1997 : Peter Burian
2002 : Kurt Bikkembergs
2008 : Yannis Pouspourikas
2013 : Jan Schweiger

## Distinctions
- International Opera Award dans la catégorie « compagnie d'opéra » (2019)[2].